# Школа (фильм)
«Школа» (англ. Paathshaala) — индийский фильм, снятый на языке хинди и вышедший в прокат в 2010 году.

## Сюжет
Фильма начинается с момента как в одну из индийских школ недалеко от Мумбаи приходит новый учитель Рахул, который будет преподавать английский язык…

## В ролях
- Шахид Капур — Рахул Пракаш Удаявар
- Нана Патекар — Адитья Сахай
- Айеша Такиа — Анджали Матхур
- Свини Кхара — Свини
- Двидж Ядав — Виджая Дамодар
- Али Хаджи — Рохан
- Авика Гор — Авика
- Сушант Сингх[англ.] — Виджендра Чаухан
- Саурабх Шукла[англ.] — Лаллан Шарма

## Саундтрек
| №  | Название               | Исполнители                         | Длительность |
| -- | ---------------------- | ----------------------------------- | ------------ |
| 1. | «Aye Khuda»            | Салим Мерчант                       | 4:42         |
| 2. | «Khushnuma»            | Вишал Дадлани                       | 3:26         |
| 3. | «Bekarar»              | Лаки Али                            | 4:24         |
| 4. | «Mujhe Teri»           | Тулси Кмар, Ханиф Шейх, Аканша Лама | 4:07         |
| 5. | «Teri Marzi Aye Khuda» | Кайлаш Кхер                         | 4:41         |
| 6. | «Paathshaala – Theme»  | без вокала                          | 2:08         |

## Критика
Таран Адарш оценил фильм на 2 звезды из 5, написав, что хотя Милинд Укей умело снял несколько сцен, в фильме не хватает силы, которая бы заставила зрителя серьёзно задуматься.